# Nova Ves (Češka)
Nova Ves (njemački: Oberthemenau, češki: Charvátská Nová Ves) je dio grada Břeclava u jugoistočnoj Češkoj. 

## Povijest
Originalni dio Nove Vesi je selo koje su osnovali Hrvati iz skupine Moravski Hrvati u 16. stoljeću. Do 1920. bila je u sastavu Donje Austrije. Břeclavu je pripojena zajedno sa susjednim Poštornom 1974. godine.

## Vanjske poveznice
- Idetifikacijski broj ČR[neaktivna poveznica]
- Aplikacije adrese na MVCR
- Statistički podaci  Arhivirana inačica izvorne stranice od 18. prosinca 2014. (Wayback Machine)